# Ján Richter (politik)
Ján Richter (* 5. října 1956 Zlaté Moravce) je slovenský politik, předlistopadový okresní funkcionář Komunistické strany Slovenska, v 90. letech vrcholný politik Strany demokratické levice a později strany SMER-SD, poslanec Národní rady SR a mezi lety 2012 a 2020 ministr práce, sociálních věcí a rodiny v druhé a třetí vládě Roberta Fica i vládě Petera Pellegriniho.

## Biografie
V letech 1974–1987 působil jako technickohospodářský pracovník v podniku Calex v Zlatých Moravcích. V letech 1987–1991 byl funkcionářem průmyslového odboru na Okresním výboru KSS v Nitře (později Okresní výbor postkomunistické SDĽ. V letech 1991–1992 byl technickohospodářským pracovníkem podniku Združené služby Mojmírovce a pak v letech 1993–1998 působil coby živnostník a manažer Sdružení podnikatelů. Pak se začal opětovně politicky angažovat. V letech 1998–2004 byl ústředním tajemníkem SDĽ v Bratislavě a od roku 2005 politickým tajemníkem strany SMER. Za ni byl v slovenských parlamentních volbách roku 2006 zvolen do Národní rady SR. Mandát obhájil v parlamentních volbách roku 2010 i parlamentních volbách roku 2012.
Dne 4. dubna 2012 nastoupil v rámci jmenování druhé vlády Roberta Fica do funkce ministra práce, sociálních věcí a rodiny, v níž působil do března 2020.
Absolvoval Vysokou školu politickou a Právnickou fakultu Univerzity Mateje Bela v Banské Bystrici. Krátce po nástupu Richtera na post ministra se objevily pochyby o jeho vysokoškolském titulu. Ministr školství Dušan Čaplovič v červnu 2012 přislíbil členům parlamentního školského výboru, že je bude informovat o výsledcích kontroly Richterova diplomu. Na nesrovnalosti okolo vzdělání nového ministra upozornil deník SME. Bakalářský titul totiž Richter získal jen pět měsíců před tím, než tehdejší rektor Univerzity Mateje Bela v Banské Bystrici oznámil, že studijní obor není akreditovaný a není možné jej ukončit udělením titulu bakaláře.